# Грицівський район
Грицівський райо́н — колишній район Шепетівської і Бердичівської округ, Вінницької і Хмельницької областей.

## Історія
Утворений 7 березня 1923 року з центром у с. Гриців у складі Шепетівської округи Волинської губернії з Сульжинської, Грицевської і Бутовецької волостей Ізяславського повіту.
21 серпня 1924:
- Мало-Чорнятинська і Велико-Чорнятинська сільради перейшли до Старо-Констянтинівського району.
- Хайшевицька і Лещанська сільради перейшли до складу Із'яславського району.
- Приєднана Ново-Селецька сільрада Судилківського району.
- Приєднані Микулинська, Сасанівська, Москвитинська і Велико-Мацевицька сільради Полонського району.

13 червня 1930 Шепетівська округа розформована, територія перейшла до Бердичівської округи.
Після ліквідації округ 15 вересня 1930 року райони передані в пряме підпорядкування УСРР.
27 лютого 1932 увійшов до складу новоутвореної Вінницької області.
13 лютого 1935 Капустинська сільрада перейшла до складу Старо-Костянтинівського району.
4 травня 1935 перейшов до новоутвореного Шепетівського округу в складі Вінницької області.
22 вересня 1937 перейшов до новоутвореної Кам'янець-Подільської області.
4 лютого 1954 року Кам'янець-Подільська область перейменована на Хмельницьку.
Розформований 30 грудня 1962 року, територія перейшла до Старокостянтинівського району, крім Мокіївської сільради, яка перейшла до Шепетівського району.